# Campeonato Panamericano de Hockey sobre Patines de 2021
El X Campeonato Panamericano de Hockey sobre Patines se celebró en la ciudad estadounidense de Stuart, en el estado de Florida entre el 18 y el 20 de noviembre de 2021 con la participación de tres Selecciones nacionales masculinas de hockey patines, por segunda vez como un campeonato autónomo específico para la modalidad del hockey sobre patines.
La segunda edición debía haberse celebrado en 2020 pero tuvo que suspenderse a causa de la pandemia del Covid-19, retrasándose hasta el año siguiente y disputándose finalmente a finales de 2021 en Estados Unidos aunque con la participación de muy pocas selecciones.

En esta edición se disputó el campeonato en sus categorías senior masculina y femenina, y también en la categoría junior (Sub-19) masculina.

## Equipos participantes
Participaron tan solo tres selecciones nacionales, cuatro menos de las que habían disputado el anterior campeonato de 2018, al no inscribirse  Argentina, Uruguay ni Brasil. El anfitrión Estados Unidos finalmente no pudo conformar su selección nacional y se retiró de la competición. Tampoco compareció la selección de Costa Rica, que había anunciado su debut en la competición.
| Chile (2)    |
| Colombia (3) |
| México (7)   |

- Datos: Q98113406